# Аталанта (сестра Пердикки)
Аталанта (др.-греч. Ἀταλάντη IV век до н. э.) — македонская аристократка.

## Биография
Аталанта принадлежала к древнему орестидскому аристократическому роду из Верхней Македонии и была дочерью Оронта. Одним из её братьев был приближённый Александра Македонского Пердикка, ставший после смерти царя в 323 году до н. э. регентом империи.
В этом же году Аталанта вышла замуж за военачальника Пердикки Аттала. В 321 году до н. э., когда был предпринят поход против Птолемея, Аталанта вместе с мужем и братом отправилась в Египет. Там Пердикка пал от рук заговорщиков. Через несколько дней, после того как из Азии пришли известия о победе сторонника Пердикки Эвмена над уважаемым многими македонянами Кратером и сатрапом Армении Неоптолемом, были казнены несколько друзей Пердикки. Погибла и Аталанта. Возможно, она была похоронена в одном из саркофагов, найденных в 1887 году в Сайде. Её мужу, стоявшему во главе флота в Пелузии, удалось спастить и добраться до Финикии.
По предположению В. Геккеля, ссылающегося на сведения Диодора Сицилийского, в браке Аталанты и Аттала могли родиться две дочери, которые впоследствии вместе с супругой Александра Македонского Роксаной и его сыном прибыли в Македонию к Олимпиаде.